# Wula Patulidu
Paraskiewi (Wula) Patulidu, gr. Παρασκευή (Βούλα) Πατουλίδου (ur. 29 marca 1965 w m. Tripotamos Florinas) – grecka lekkoatletka, specjalistka w sprincie, bigach płotkarskich i skoku w dal, mistrzyni olimpijska z 1992, działaczka sportowa i samorządowa, zastępczyni gubernatora regionu Macedonia Środkowa.

## Życiorys

### Kariera sportowa
Trenowała sprint, biegi płotkarskie i skok w dal. Na Igrzyskach Śródziemnomorskich w Latakii w 1987 wywalczyła brązowy medal w sztafecie 4 × 100 m. Z powodzeniem startowała na Igrzyskach Śródziemnomorskich w Atenach w 1991, zdobywając złoto w biegu na 100 m, srebro w biegu na 100 m przez płotki i brąz w sztafecie 4 × 100 m. W 1988 wzięła udział w Letnich Igrzyskach Olimpijskich w Seulu, startując w biegu na 100 m oraz w sztafecie 4 × 100 m.
Największy sukces sportowy odniosła na Letnich Igrzyskach Olimpijskich w Barcelonie w 1992, zdobywając złoty medal w biegu na 100 m przez płotki (ustanawiając rekord życiowy 12,64 s). W półfinale uzyskała dający awans wynik 12,88 s; stała się pierwszą reprezentantką Grecji w biegach, której udało się dojść do finału olimpijskiego. Podczas biegu finałowego faworyzowana Amerykanka Gail Devers potknęła się na ostatnim płotku, co pozwoliło na wygraną Wuli Patulidu.
Startowała także na Letnich Igrzyskach Olimpijskich w Atlancie w 1996, zajmując 10. miejsce w skoku w dal. W poprzednim roku uzyskała swój rekord życiowy w tej konkurencji (6,68 m). W 2000 brała udział w Letnich Igrzyskach Olimpijskich w Sydney (startując ponownie w biegu na 100 m oraz w sztafecie 4 × 100 m).
W 1996 i 2004 była zawodniczką niosącą znicz olimpijski na stadionie podczas otwarcia igrzysk.

### Wykształcenie, działalność zawodowa i polityczna
Absolwentka wydziału wychowania fizycznego i nauk o sporcie Uniwersytetu Arystotelesa w Salonikach. W latach 1992–2006 służyła jako oficer greckiej marynarki wojennej Polemiko Naftiko. Współtworzyła World Olympians Association, została też przewodniczącą greckiego stowarzyszenia olimpijczyków. Prowadziła własną edycję sportową w publicznej stacji radiowej ERA Spor. W 2006 ubiegała się o urząd prefekta w Salonikach (z poparciem PASOK-u). Później kierowała działem promocji wolontariatu w Greckim Czerwonym Krzyżu. Została również doradczynią wiceministra do spraw sportu oraz działaczką Helleńskiego Komitetu Olimpijskiego.
W 2014 powróciła do aktywności politycznej, kandydując u boku Apostolosa Dzidzikostasa na zastępczynię gubernatora regionu Macedonia Środkowa i następnie obejmując to stanowisko. Związała się także z Nową Demokracją.

## Życie prywatne
Zamężna ze sztangistą Dimitriosem Zarzawatsidisem. Ma jedno dziecko.